# 祭祀节
祭祀节是不丹的祈求丰收的祭祀节日，时间为春季。

## 习俗
节日当天，男女分成两列排成长队，到达山谷底的灌满水的水田之中，男子脱去衣服，而女子则跪在水田之中，并用手抓水田中的泥块掷向男子，双方在水田之中进行一场“搏斗”，如果女子一方获胜，则表示预示着这一年会有大丰收。